# M26 Pershing
Težki tank M26 Pershing je bil ameriški tank druge svetovne vojne. Ime je dobil po generalu Johnu J. Pershingu.

## Zgodovina
Na začetku vojne se Američani niso preveč posvečali težkim tankom. Prednost so dajali srednjim tankom M3 in M4. Leta 1942 je sicer šel v proizvodnjo težki tank M6, toda izdeloval se je v tovarnah z malo prioriteto. Zares so se začeli ukvarjati s težkimi tanki šele, ko je Nemčija naredila tanke Panter in Tiger. Prvi predhodnik težkih tankov je bil prototipni tank T20, ki je bil oborožen s topom 76 mm. Kasneje so zamenjali top z močnejšim topom kalibra 90 mm. Sledila je serija prototipov, ki so tvorili prototip T26E3. Narejen je bil iz T22, T23, T25 in T26. Prototip je bil nato izbran za nadaljnjo proizvodnjo pod oznako M26. Dobil je tudi ime General Pershing ali krajše samo Pershing.
M26 je v uporabo prišel šele na koncu druge svetovne vojne, zato jih je bilo le nekaj pripeljanih na bojišča v Evropo leta 1945. Prvi tank je bil uničen 28. februarja istega leta. Uničen je bil v boju s tankom Tiger, kasneje je bil ta obnovljen in vrnjen v uporabo. Tanki so bili dodeljeni 9. oklepni diviziji, ki je bila ena iz med prvih divizij, ki so dosegli reko Ren. Nemci so takrat poskušali uničiti vse prehodne točke, da bi upočasnili napredovanje. Ko je prišla 9. oklepna enota do reke Ren, je bila ta še zmeraj prehodna. Da bi reko ohranli prehodno, so posredovali izredno hitro. Od desetih tankov Pershing so prišli le trije. Do danes se je od teh treh ohranil le eden.
Poveljnik 3. oklepne divizije, kateri je bilo dodeljenih 10 Pershingov, je dejal, da bi bili tanki lahko dostavljeni prej če nebi bilo generala Georga S. Pattona. Patton je favoriziral srednje tanke Sherman, ki so porabili manj goriva in so bili bolj mobilni. Te so ustrezalidoktrini, da se s sovražnimi tanki bojujejo enote z lovci na tanke in ne oklepne enote. Te besede je kasneje ovrgel Charles Baily, ki je rekel, da v arhivih ni bilo nič takšnega, da bi lahko Pattona povezali z razvojem, proizvodnjo ali predstavitvijo tankov M26. 
Tanki M26 so nastopili tudi v korejski vojni. V Korejo je bilo poslanih le nekaj tankov, saj so poveljniki zatrjevali, da Koreja ni tankovska država.

## Super Pershing
En Super Pershing je bil poslan v Evropo in podan nov dodatni oklep v top mantlet in sprednji trup od vzdrževalne enote preden je bil tank dodeljen posadki Tretje Oklepne Enote. Bile so tri akcije Super Pershinga. 4. aprila, Super Pershing je uničil nemški tank ali kar je spominjalo na tank iz razdalje 1.400m. 12. aprila, Super Pershing uničil neznani nemški tank. 21. aprila je bil Super Pershing vključen v bližnjem dvoboju z nemškim tankom, ki je bil opisan kot Tiger. Tigrova granata se je odbila od dodanega oklepa Super Pershinga in potem je bil uničen od Super Pershinga s strelov v "trebuh". Po vojni je bil edini Super Pershing v Evropi zadnje slikan na avto deponiju v Kasselu v Nemčiji in je bil najverjetneje uničen. 
Po "evropskem" modelu T26E1 je bilo narejenih 25 T26E4, ki so imeli boljši top, vendar so bili potem več ali manj uporabljeni za vadbene tarč

## Verzije
- M26 (T26E3): Osnovni model s topom M3.
- M26A1: M26 s topom M3A1.
- M26A1E2: Eksperimentalna verzija z daljšim topom T15E1/E2.
- M26E1, T26E4: Verzija z daljšim topom.
- M26E2: Verzija z novim topom M3A1. Kasneje je bil preimenovan v M46 Patton.
- T26E2: Standariziran težki tank M45 s topom 105 mm.
- T26E5: Prototip s tanjšim oklepom.

## Uporabniki
- Belgija
- ZDA
- Filipini